# Chnoospora
Genre
Chnoospora est un genre d’algues brunes de la famille des Scytosiphonaceae selon AlgaeBase (3 janvier 2020), ou de la famille des Chnoosporaceae selon World Register of Marine Species (3 janvier 2020).

## Liste d'espèces
Selon AlgaeBase (3 janvier 2020) :
- Chnoospora bicanaliculata V.Krishnamurthy & Thomas, 1977
- Chnoospora fastigiata var. atlantica (J.Agardh) J.Agardh
- Chnoospora minima (Hering) Papenfuss, 1956

Selon World Register of Marine Species (3 janvier 2020) :
- Chnoospora bicanaliculata V.Krishnamurthy & Thomas, 1977
- Chnoospora implexa J.Agardh, 1848
- Chnoospora minima (Hering) Papenfuss, 1956

Espèces mises en synonymie selon AlgaeBase (3 janvier 2020) :
- Chnoospora atlantica J.Agardh ≡ Chnoospora fastigiata var. atlantica (J.Agardh) J.Agardh
- Chnoospora fastigiata J.Agardh = Chnoospora minima (Hering) Papenfuss
- Chnoospora fastigiata var. pacifica (J.Agardh) J.Agardh = Chnoospora minima (Hering) Papenfuss
- Chnoospora implexa J.Agardh ≡ Pseudochnoospora implexa (J.Agardh) Santiañez, G.Y.Cho & Kogame
- Chnoospora obtusangula (Harvey) Sonder = Pseudochnoospora implexa (J.Agardh) Santiañez, G.Y.Cho & Kogame
- Chnoospora okamurai (Yendo) ≡ Okamura Ishige okamurae Yendo
- Chnoospora pacifica J.Agardh = Chnoospora minima (Hering) Papenfuss
- Chnoospora pannosa J.Agardh = Pseudochnoospora implexa (J.Agardh) Santiañez, G.Y.Cho & Kogame